# Сельское поселение Новоспасский
Сельское поселение Новоспасский — муниципальное образование в Приволжском районе Самарской области. 
Административный центр — посёлок Новоспасский.

## География
Протяжённость поселения: с севера на юг — 25 км, с запада на восток — 32 км.
Граничит с сельским поселением Обшаровка, сельским поселением Заволжье и сельским поселением Ильмень. Частично находится на берегу Волги, также граничит с Сызранским и Безенчукским районами.

## История
Муниципальное образование появилось на территории совхоза Солнечный (Приволжский район) по решению Куйбышевского облисполкома в 1975 году. На тот момент в Солнечный сельский совет, как было названо образование, вошли посёлки Степняки и Новоспасский, а также сёла Нижняя и Верхняя Сызрань, объединённые позднее с селом Бестужевка, село Кашпир, деревни Мосты и Якобьевка. В 1994 году по распоряжению главы Приволжского района была образована Новоспасская волость, а в 2006 году на базе волости появилось сельское поселение Новоспасский.
В состав сельского поселения Новоспасский входят:
- село Бестужевка,
- село Кашпир,
- посёлок Новоспасский,
- посёлок Степняки,
- деревня Якобьевка.